# Eriborus mandibularis
Eriborus mandibularis är en stekelart som först beskrevs av Cameron 1903.  Eriborus mandibularis ingår i släktet Eriborus och familjen brokparasitsteklar. Inga underarter finns listade i Catalogue of Life.